# Когут Лариса Олексіївна

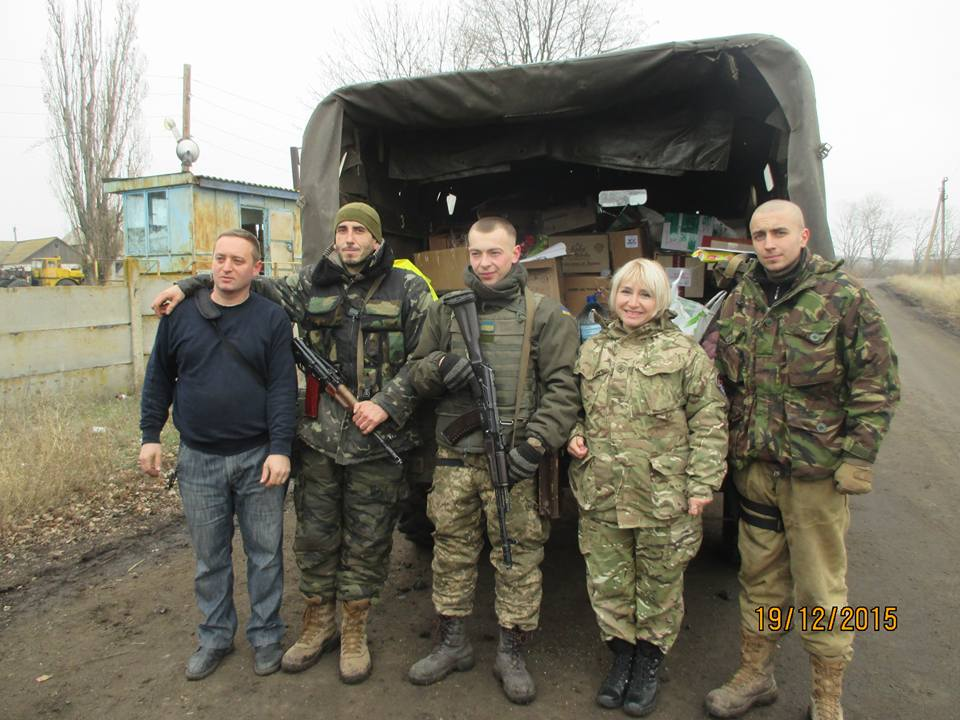
Волонтерка Лариса Когут під час поїздки до бійців 72-ї ОМБр у с. Богданівка Волноваського району. Крайній справа Герой України Андрій Кизило, який загинув 29 січня 2017 р. під Авдіївкою і отримав це почесне звання посмертно.

Лариса Олексіївна Когут, позивний «Сонечко» — українська військовослужбовиця, одна з перших українських жінок-капеланок, волонтерка. Лейтенантка капеланської служби Повітряних сил Збройні сили України.

## Життєпис
Народилася 30 жовтня 1969 р. у м. Черкаси. У 1989 р. закінчила музичний відділ Уманський гуманітарно-педагогічний коледж імені Т. Г. Шевченка з відзнакою. Отримала спеціальність: вчитель музики, музичний вихователь. Закінчила музичний факультет Центральноукраїнський державний університет імені Володимира  Винниченка (1998) за спеціальністю — вчитель музики. 14 років працювала за спеціальністю.
З 2000 р. була рукопокладена (висвячена) в пасторське служіння Християнської Церкви «Слово Життя».
У 2005—2009 рр. навчалася в Університеті розвитку християнського лідерства", кваліфікація: бакалавр з богослов'я.
У 2010—2012 рр. навчалася у вищому духовному навчальному закладі «Міжнародний Університет „Бачення“, кваліфікація: магістр теології. Засновниця та очільниця Благодійного Фонду „Час надії“ (2009) Одруженаа (з 1989 р.), має трьох синів і 2 онучок.

## Волонтерство
Волонтерством почала займатися ще з 2009 році, створивши благодійний фонд „Час Надії“. Основна діяльність фонду — допомога дитячим будинкам у Черкаській області. При фонді існує невеликий ляльковий театр та команда клоунів, які показують вистави дітям у Черкасах та області.
З початком російсько-українська війна у 2014 р. почали допомагати військовим, дітям з інтернатів та з інвалідністю. Під час поїздок на фронт було помітно духовне виснаження бійців, тому, маючи вже великий досвід пастирської роботи та звання магістра богослов'я, Лариса Когут була запрошена в капеланське служіння.
З 2016 р. — капеланка на волонтерських засадах. Її, як громадську та релігійну діячку, на Міжнародний конгрес капеланів прийняли до лав Асоціації професійних капеланів України.
У 2016 р. стала музичною керівницею волонтерської команди „З Україною в серці“, куди входили капелани й музиканти. Їздили з концертами та допомогою у Мар'їнка, Красногорівка, Мангуш, Авдіївка, Станиця Луганська, Щастя, Маріуполь, Лисичанськ, Сіверськодонецьк. Провели понад 100 концертів на передовій..
Брала участь у фронтових концертах разом з Ансамблем військово-музичних мистецтв Військово-Морського флоту.
Понад 50 разів була в зоні АТО з гуманітарною допомогою, надаючи психологічну і духовну підтримку військовим у Луганській та Донецькій областях. Спочатку як волонтерка, а пізніше, як капеланка-доброволиця. Допомагали дитячим інтернатам в м. Щастя та Новоайдар Луганська область.
Організувала для вдів та дружин загиблих клуб „Птаха“ у Черкасах.

## Військова служба
У 2015 році була запрошена до капеланського служіння. ГО „Українське капеланство“.
Лариса Когут — єдина жінка-капеланка у Повітряні сили України та єдина капеланка з Черкащини. З квітня 2023 р. вона є штатною військовою капеланкою однієї з військових частин м. Одеси.
23 червня 2023 — у Соборі святої Софії у Київ відбувся другий випуск капеланів. Серед випускників курсу — молодша лейтенантка Лариса Когут. Усім випускникам були вручені сертифікати про закінчення шеститижневих курсів підвищення кваліфікації. Навчання проходило на базі Військового інституту Київського національного університету імені Тараса Шевченка. Всього було підготовлено 30 капеланів з шести релігійних організацій. З вітальним словом до присутніх звернувся голова Синодальне управління військового духовенства Православна церква України митрополит Іоан Яременко.
Лариса Когут є викладачкою в українській школі підготовки капеланів, членкинею „Духовного Управління Капеланів“, членкинею Асоціації Професійних Капеланів України.

Волонтерство і капеланство є двома різними видами діяльності Лариси Когут під час поїздки в зону бойових дій. 
Якщо волонтерство, то місія — привезти допомогу, покрити потреби, особливо медикаменти, оптика, якщо капеланська, то це більш душпастирська робота. 
З 2022 р. вона лейтенантка капеланської служби, несе службу в одній із військових частин на Південь України. Девіз капеланів „Бути поруч“. Лариса Когут переконує, що попри стереотипи, не існує заборони вірянам брати зброю і воювати за свою землю:
У мене пастор мій на війні. Його син воює, з церкви багато людей воює. Люди захищають свою Батьківщину. Це біблійно, коли люди захищають свою землю, це нормально. Є догми, що ми пацифісти. Але навіть цар Давид, який написав 150 псалмів, воював. Це наш обов'язок конституційний. Християнин, якщо не може взяти в руки зброю, може в лікарні допомагати, готувати, допомагати будь-яким чином. Я капеланка і за законом не маю права брати зброю в руки, як і капелани в країнах НАТО, скажімо. Але моя зброя — слово Боже і молитва. Декому не по вірі стріляти — тоді вони можуть бути корисними в інших місцях. Ми воюємо на своїй землі і ми віримо, що Бог на нашому боці, на нашій стороні барикади. Бо Бог на стороні правди завжди. 

## Нагороди
- Відзнака Президента України „За гуманітарну участь в антитерористичній операції“ (2016)[6]
- Орден „Бойовий волонтер України“ (2017).
- Почесна грамота Черкаської обласної ради (2015)[7]
- Медаль „За служіння Богу та Україні“,
- Почесна відзнака „Холодний Яр“.
- Грамота Черкаської обласної державної адміністрації (2021)[8].
- Подяка від Канадської неурядової організації Stabilizatin Support Services[9].
- Медаль „Українська берегиня“.
- Міжнародна капеланська відзнака „Pro Deo et Patria“.
- Медаль „За заслуги“,
- Орден „Єдність і воля“
- Медаль „Залізний Хрест“
- Відзнака Головнокомандувачого ЗСУ О.Сирського „За сумлінну службу“,